# Gabriella Szabó (tafeltennisspeelster)
Gabriella Szabó (13 december 1959) is een Hongaars voormalig tafeltennisspeelster. Ze won in 1979 de Europa Top-12 en werd in zowel 1978 als 1982 Europees kampioen in het landentoernooi met de nationale vrouwenploeg. De Hongaarse bereikte in 1978 tevens de EK-eindstrijd in het vrouwendubbel (met Judit Magos) en in het gemengd dubbel (met (Tibor Klampár), maar in deze beide gevallen moest ze genoegen nemen met zilver

## Sportieve loopbaan
Szabó maakte als regerend Europees kampioene bij de kadetten haar debuut in het internationale (senioren)circuit op de Europese kampioenschappen van Praag 1976, waarin ze tot de laatste zestien van het enkelspel kwam. In deze discipline boekte ze op het volgende EK in Duisburg 1978 haar beste prestatie door brons te winnen, wat haar op haar laatste Europese kampioenschap in Moskou 1984 nogmaals lukte. Met de nationale vrouwenploeg bereikte Szabó in 1978, 1980 en 1982 drie keer achter elkaar de EK-finale in het landentoernooi, waarbij ze twee keer met de titel naar huis mocht. Alleen de eindstrijd van 1980 ging verloren, tegen de Sovjet-Unie.

Zilver was tevens twee keer het hoogst haalbare toen ze in 1978 met Magos de finale voor vrouwendubbels haalde en met Klampár die in het gemengd dubbel. De titel voor vrouwen ging daarin naar de Roemeensen Maria Alexandru-Golopenta en Liana Mihut en die in het gemengde toernooi naar het Duitse duo Wilfried Lieck en Wiebke Hendriksen.
Szabó plaatste zich van 1977 tot en met 1980 ieder jaar voor de Europa Top-12, evenals van 1982 tot en met 1985. Haar meest succesvolle toernooi was dat van 1979, toen ze de titel pakte in een finale tegen Alexandru, die haar een jaar daarvoor goud ontzegde op het EK vrouwendubbels. Een jaar later won ze nogmaals eremetaal, maar ditmaal brons, achter Jill Hammersley en Bettine Vriesekoop.
Szabó speelde in competitieverband voor onder meer Statisztika Budapest, waarmee ze van 1973 tot en met 1984 ieder jaar landskampioen werd en gedurende die tijd alleen in 1975 de European Club Cup of Champions één keer niet won. De Hongaarse nam deel aan de wereldkampioenschappen 1977, 1979 en 1983. In Pyongyang '79 boekte ze haar beste prestaties in zowel het enkel-, dubbel-  als gemengd dubbelspel, door in al die disciplines de kwartfinale te halen.